# 杜若溪
杜若溪（1985年1月30日—），本名杜晓婷，遼寧瀋陽人，中國大陸女演員，上海话剧艺术中心演员。畢業於上海戲劇學院表演系2002屆本科班。

## 家庭
丈夫嚴屹寬。两人于2014年結婚。